# Samuel Suchodolec

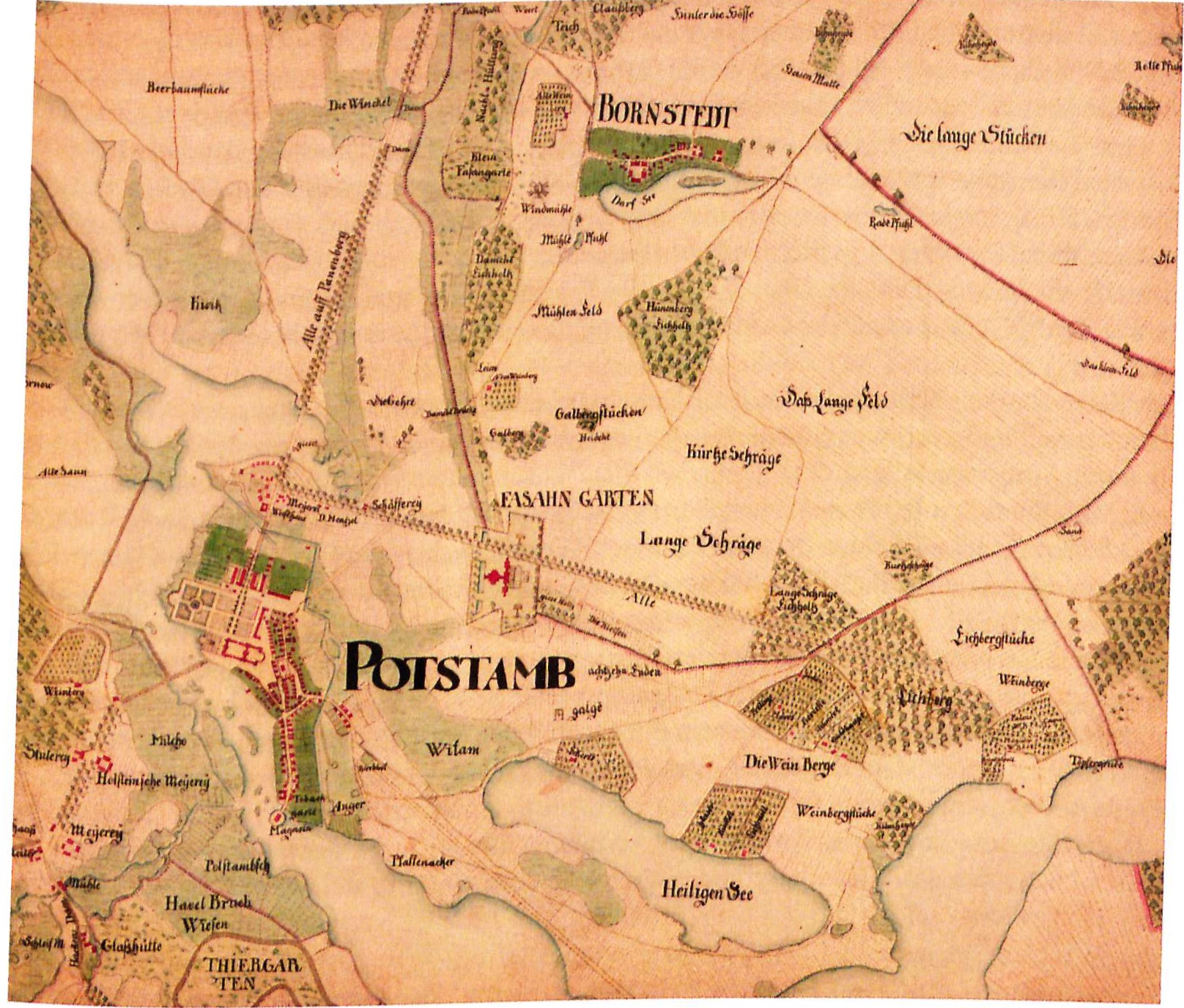

Samuel Suchodolec, poln. auch Suchodolski, später dt. auch von Suchodoletz (* 1649 in Lublin; † 22. Februar 1727 auf Gut Alt-Rosenthal in Preußen) war ein polnischer Adliger, Mathematiker, Kartograf in preußischen Diensten und Schöpfer der preußischen Militärtopografie.

## Leben
Samuel Suchodolec entstammte dem polnischen Adelsgeschlecht Suchodolec. Aufgewachsen ist er in der Sozianerkolonie Andreaswalde im Kreis Johannisburg, die sein reformierter Vater Nikolaus 1666 mit Samuel Przypkowski im Herzogtum Preußen gegründet hatte, nachdem er Anfang der 1660er Jahre aus Glaubensgründen unter den Schutz des Kurfürsten Friedrich Wilhelm von Brandenburg geflohen war.
Suchodolec kam 1672 in kurbrandenburgischen Kriegsdiensten zum Regiment Flemming. Am 8. November 1679 wurde er als Geodät, Landvermesser und Ingenieur im Amt Potsdam angestellt. Seit Frühjahr 1683 war er Nachfolger von Józef Naronowicz-Naroński (1610–1678) im Vermessen Preußens.
Suchodolec schuf im Auftrag des Kurfürsten und dessen königlichen Nachfolgern Friedrich I. und Friedrich Wilhelm I. mit den Ansichten von „Potstamb“ die ersten genauen preußischen Landkarten. Diese enthielten den ersten Potsdamer Stadtplan, der den Beginn der Gestaltung des „Eilands“ Potsdam markiert. Die Vermessungsarbeiten für dieses Kartenwerk dauerten fünf Jahre. Sie haben im Vergleich zu aktuellen Karten nur eine Abweichung von etwa einem Prozent. Bei der kartografischen Arbeit unterstützte ihn sein Sohn Jan Ladislaus (1687–1751).
Der nach ihm benannte und von ihm ausgeführte Suchodolec-Plan, ist eines von 
18 Einzelblättern des Atlas „Ichnographia oder Eigentlicher Grundriß der Churfürstlichen Herrschaft Potsdamb“. Hierin bezeichnete Suchodolec das Gebiet der Berliner Vorstadt noch als das „Postambsche[s] Stopelfeld“. Erst Ende des 17. Jahrhunderts begann unter dem Großen Kurfürsten die Anbindung an Potsdam. 
Von 1713 bis 1718 war Suchodolec Dezernent für litauische Bauvorhaben. Er starb im Jahr 1727 auf seinem Gut Alt-Rosenthal bei Rastenburg.
Suchodolec heiratete 1682 Elisabeth von Biberstein-Kasimirski (1658–1727) und hatte mit ihr die drei Söhne Jan Ladislaus, Stefan Tobias (1695–1762) und Friedrich Samuel.